# Josef Riedl starší
Josef Riedl (23. února 1887 Uherský Ostroh – 7. května 1942 Koncentrační tábor Mauthausen) byl československý legionář a odbojář z období druhé světové války popravený nacisty.

## Život

### První světová a ruská občanská válka
Josef Riedl se narodil 23. února 1887 v Uherském Ostrohu v rodině Maxmiliana a Josefy Riedlových. Vychodil obecnou a měšťanskou školu. V první světové válce bojoval v c. a k. armádě v rámci 3. pěšího pluku na ruské frontě, kde také 29. července 1916 padl u Bučače do zajetí. Do československých legií se přihlásil v Babrujsku, zařazen byl 30. června 1917. Absolvoval Sibiřskou anabázi, do Československa se vrátil v roce 1920 v hodnosti šikovatele. Zajímavostí je, že poslední legionářskou jednotkou, ve které byl veden, byl symfonický orchestr. V armádě dále nepokračoval.

### Druhá světová válka
Před německou okupací v roce 1939 pracoval Josef Riedl jako kominický mistr v Přerově. Vstoupil do protinacistického odboje, patřil mezi skupinu spolupracovníků sovětského výsadku S-1. V září 1941 k němu přivedl učitel František Drbal parašutisty Františka Braunera a Františka Ryše. Josef Riedl jim poskytl ubytování, šatstvo a potraviny. Dne 30. září 1941 došlo ke zradě jiného z parašutistů Ferdinanda Čihánka, který se přihlásil na olomouckém gestapu. Obětí vlny zatýkání se stal i Josef Riedl a jeho syn Josef (1916-1942). Oba byli věznění v Kounicových kolejích v Brně, dne 22. prosince 1941 odsouzeni stanným soudem k trestu smrti a poté přesunuti do koncentračního tábora Mauthausen. Josef Riedl starší byl zastřelen 7. května 1942, jeho syn zahynul již 3. dubna téhož roku.